# Cristiano Pascoal
Cristiano Filipe Marques Pascoal (sinh ngày 8 tháng 6 năm 1992) là một cầu thủ bóng đá người Bồ Đào Nha thi đấu cho S.C. Praiense ở vị trí hậu vệ.

## Sự nghiệp bóng đá
Vào ngày 26 tháng 10 năm 2016, Pascoal có màn ra mắt cho Santa Clara trong trận đấu tại Cúp Liên đoàn bóng đá Bồ Đào Nha 2016–17 trước Vitória Setúbal.